# Le Cahier récré (17 chansons de Brassens à l'usage des garnements)
Albums de Maxime Le Forestier
Petits bonheurs posthumes (12 nouvelles chansons de Brassens)
(1996) Le Cahier (40 chansons de Brassens en public)
(1998)
Le Cahier récré (17 chansons de Brassens à l'usage des garnements) est un album hommage public solo de Maxime Le Forestier à Georges Brassens, sorti en 1998,.

## Liste des titres
Voici la liste des titres de l'album :
| No  | Titre                                  | Durée |
| --- | -------------------------------------- | ----- |
| 1.  | La Maîtresse d'école                   |       |
| 2.  | Une jolie fleur                        |       |
| 3.  | Marinette                              |       |
| 4.  | Je m'suis fait tout petit              |       |
| 5.  | Putain de toi                          |       |
| 6.  | La File indienne                       |       |
| 7.  | La Cane de Jeanne                      |       |
| 8.  | Le Gorille                             |       |
| 9.  | Hécatombe                              |       |
| 10. | Le Pornographe                         |       |
| 11. | Brave Margot                           |       |
| 12. | Les Sabots d'Hélène                    |       |
| 13. | Le Petit Cheval                        |       |
| 14. | Chansonnette à celle qui reste pucelle |       |
| 15. | Le Père Noël et la Petite Fille        |       |
| 16. | Cupidon s'en fout                      |       |
| 17. | L'Orphelin                             |       |